# Coricancha

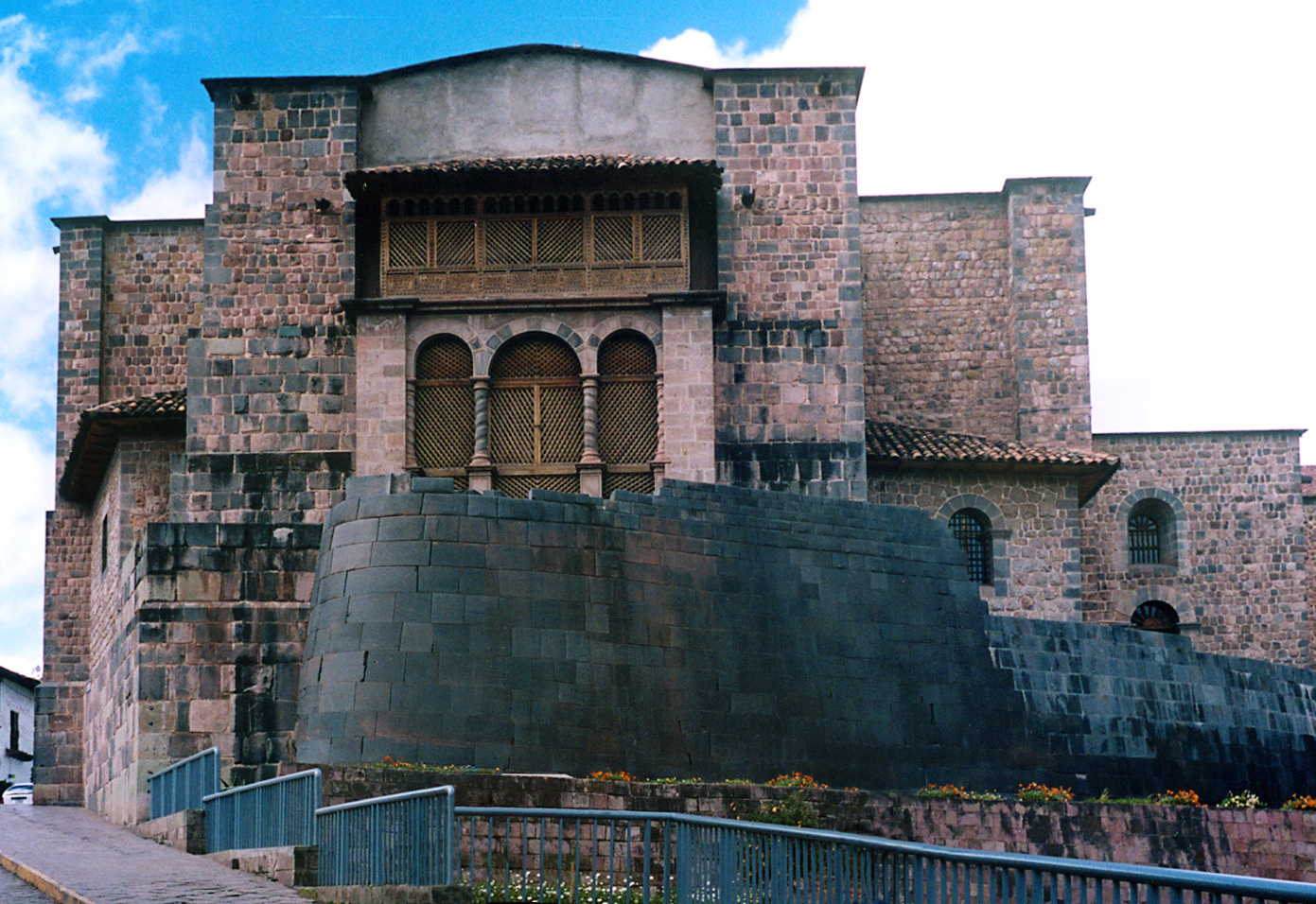
Coricancha với Tu viện Santo Domingo ở trên

Coricancha, Koricancha, Qoricancha hay Qorikancha là ngôi đền quan trọng nhất của đế quốc Inca.

## Lịch sử

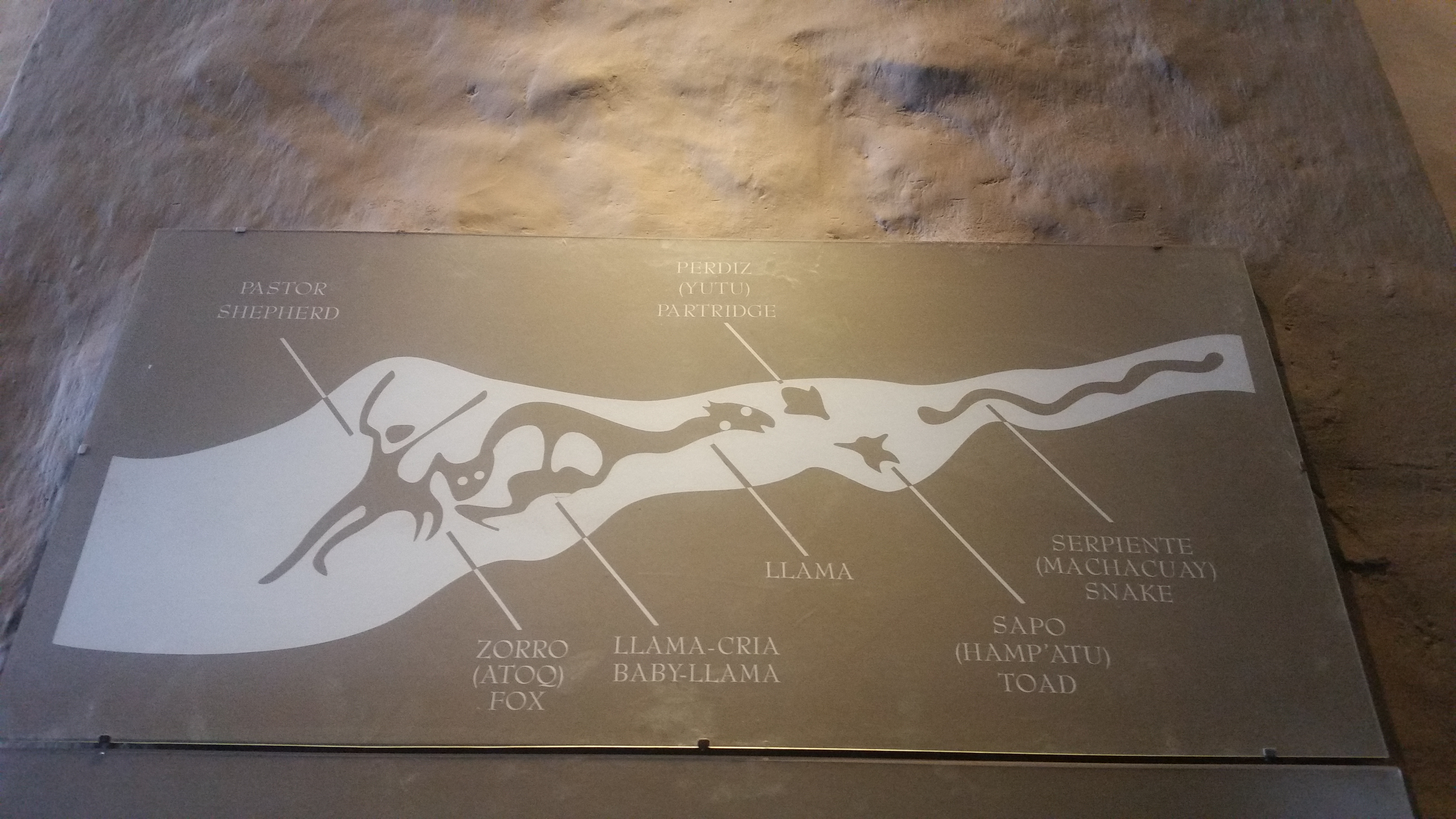
Chòm sao Inca trong thiên hà Milky Way

Ban đầu có tên Intikancha hoặc Intiwasi, nó được dành riêng cho Inti, và nằm ở thủ đô Inca cũ là Cuzco. Phần lớn bị phá hủy sau cuộc chiến tranh thế kỷ 16 với những người chinh phục Tây Ban Nha, nhiều phần đá của nó tạo thành nền tảng của nhà thờ và tu viện Santo Domingo.
Để xây dựng Coricancha, người Inca sử dụng khối xây bằng đá cuội, gồm các khối đá hình khối tương tự. Việc sử dụng đá xây dựng làm cho ngôi đền khó xây dựng hơn nhiều, vì người Inca đã không sử dụng bất kỳ loại đá nào có khuyết điểm nhẹ hoặc bị vỡ. Bằng cách chọn loại loại đá tốt này, người Inca đã thể hiện tầm quan trọng của ngôi đền thông qua mức độ công sức lao động để xây dựng cấu trúc của nó. Thông qua việc sử dụng lực lượng lao động đông đảo để xây dựng ngôi đền cổ này, phần nào đó đã biểu thị được quyền lực hoàng gia của vua chúa Inca có thể ra lệnh cho lao động địa phương thi công công trình này. Sự nhân rộng trong các công trình kiến trúc của người Inca ở Nam Mỹ như tại Coricancha như là một minh họa cho sự kiểm soát của Inca đối với một vùng địa lý rộng lớn ở khu vực Mỹ Latinh.
Các bức tường và sàn nhà đã từng được dát vàng toàn bộ, còn các sân thì được lấp đầy với những bức tượng vàng sáng lóa. Tất cả những thứ đó không còn nữa. Công việc đầu tiên của những người thực dân là bóc mọi ounce vàng và bạc có thể ra khỏi các bức tường, đúc thành thỏi và chở về Tây Ban Nha. Họ đã xây dựng một tu viện mang tên Santa Domingo ngay trên đống đổ nát của ngôi đền. Một trận động đất lớn năm 1950 đã làm nhà thờ bị hư hỏng nghiêm trọng, nhưng những bức tường đá của người Inca được xây dựng rất lớn và vững chãi lồng vào nhau hiện vẫn còn nguyên vẹn nhờ vào cách nền đá chắc chắn của người Inca.
Coricancha nằm ở nơi hợp lưu của hai con sông. Ở đây, theo huyền thoại Inca, là nơi Manco Capac quyết định xây dựng Coricancha, nền tảng của Cuzco, và đế chế Inca cuối cùng. Theo Ed Krupp, "Người Inca đã xây dựng Coricancha tại nơi hợp lưu vì nơi đó đại diện cho sự tổ chức của thiên đường."

## Hình ảnh

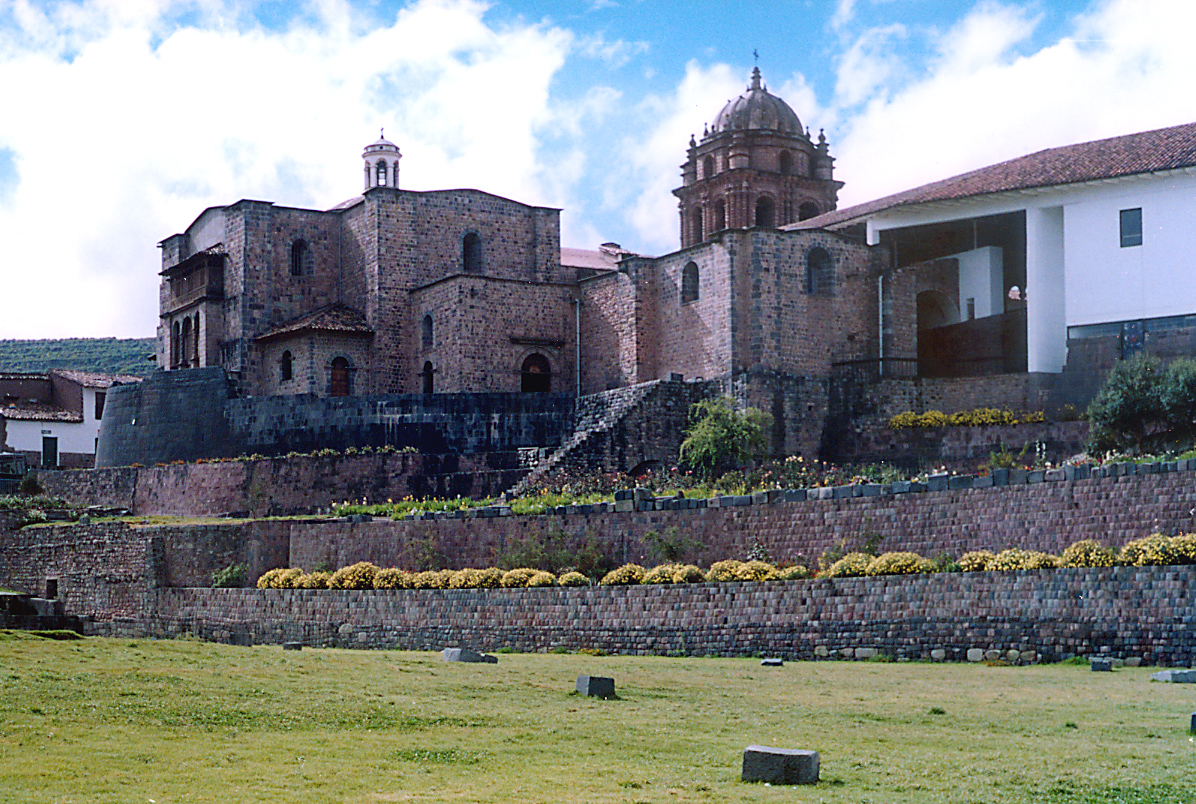
Coricancha, Tu viện Santo Domingo và sân trong (Intipampa)
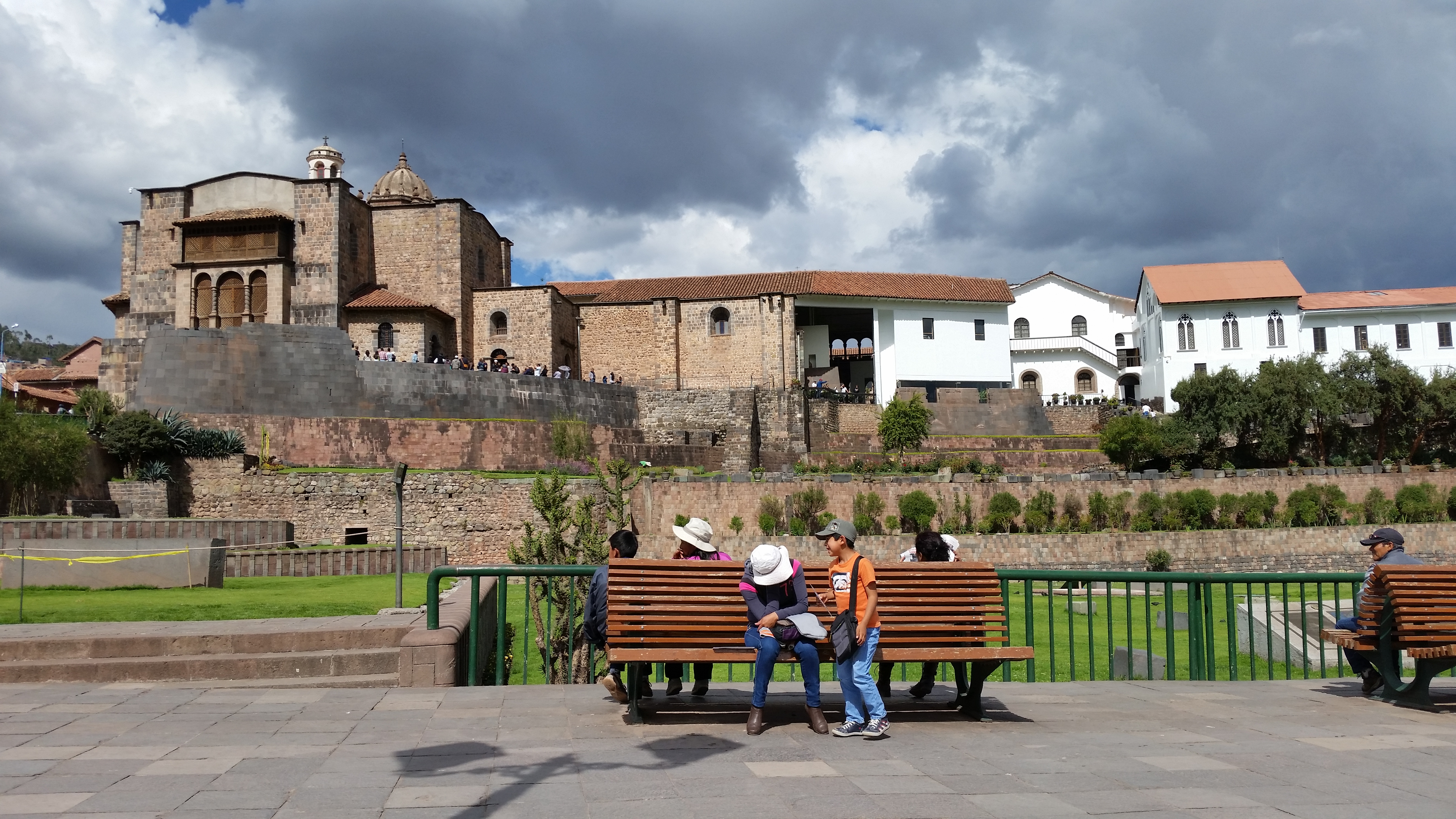
Quang cảnh từ xa của Coricancha (bên trái)
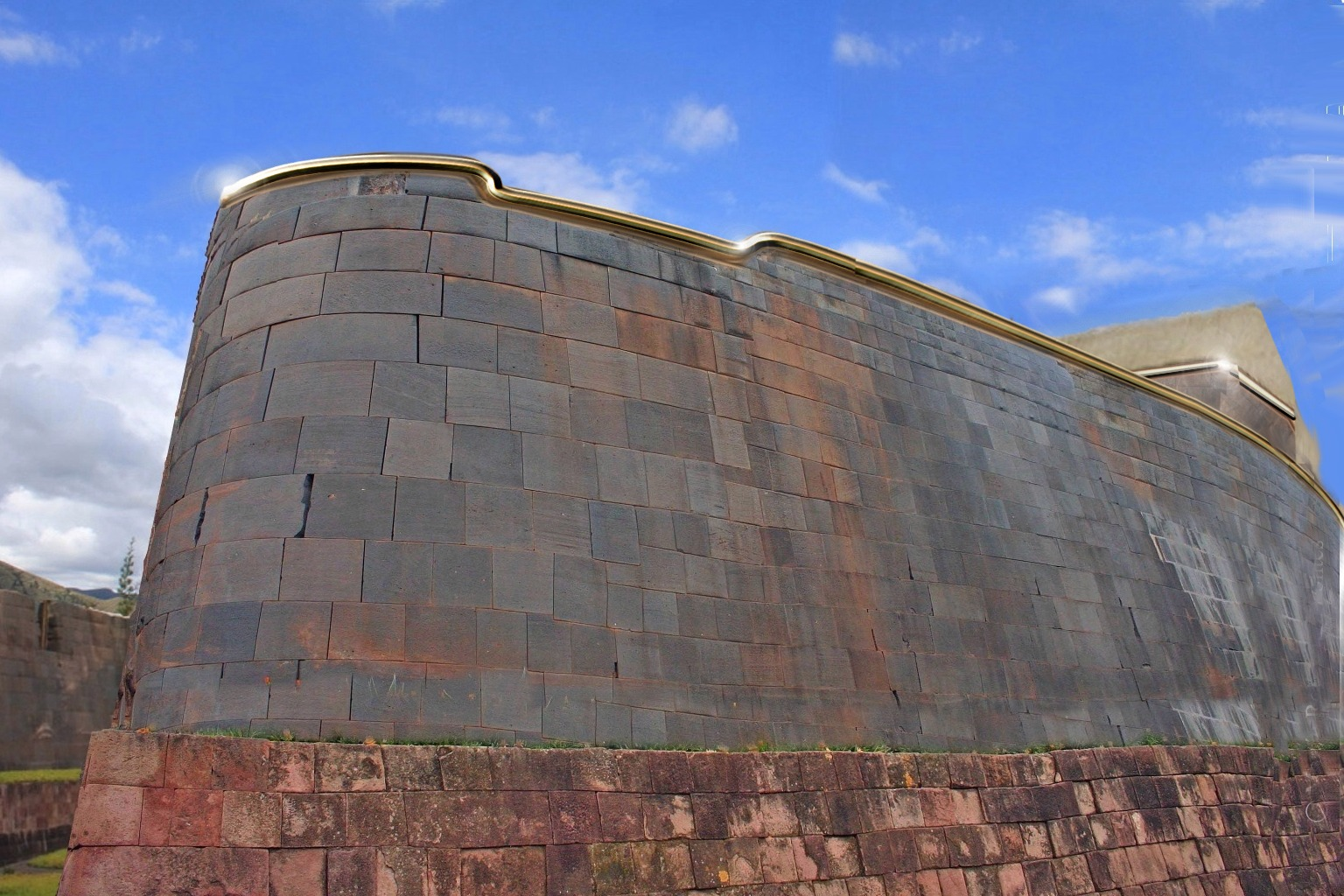
Tái thiết kỹ thuật hình ảnh của ngôi đền trong thời kỳ Inca
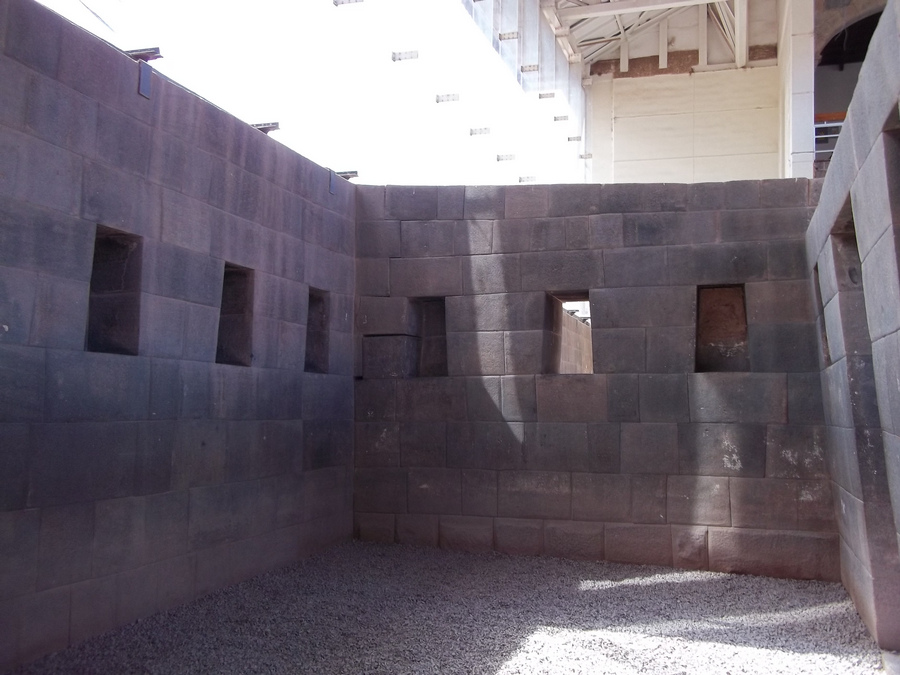
Một trong những phòng nguyên bản từ thời Inca
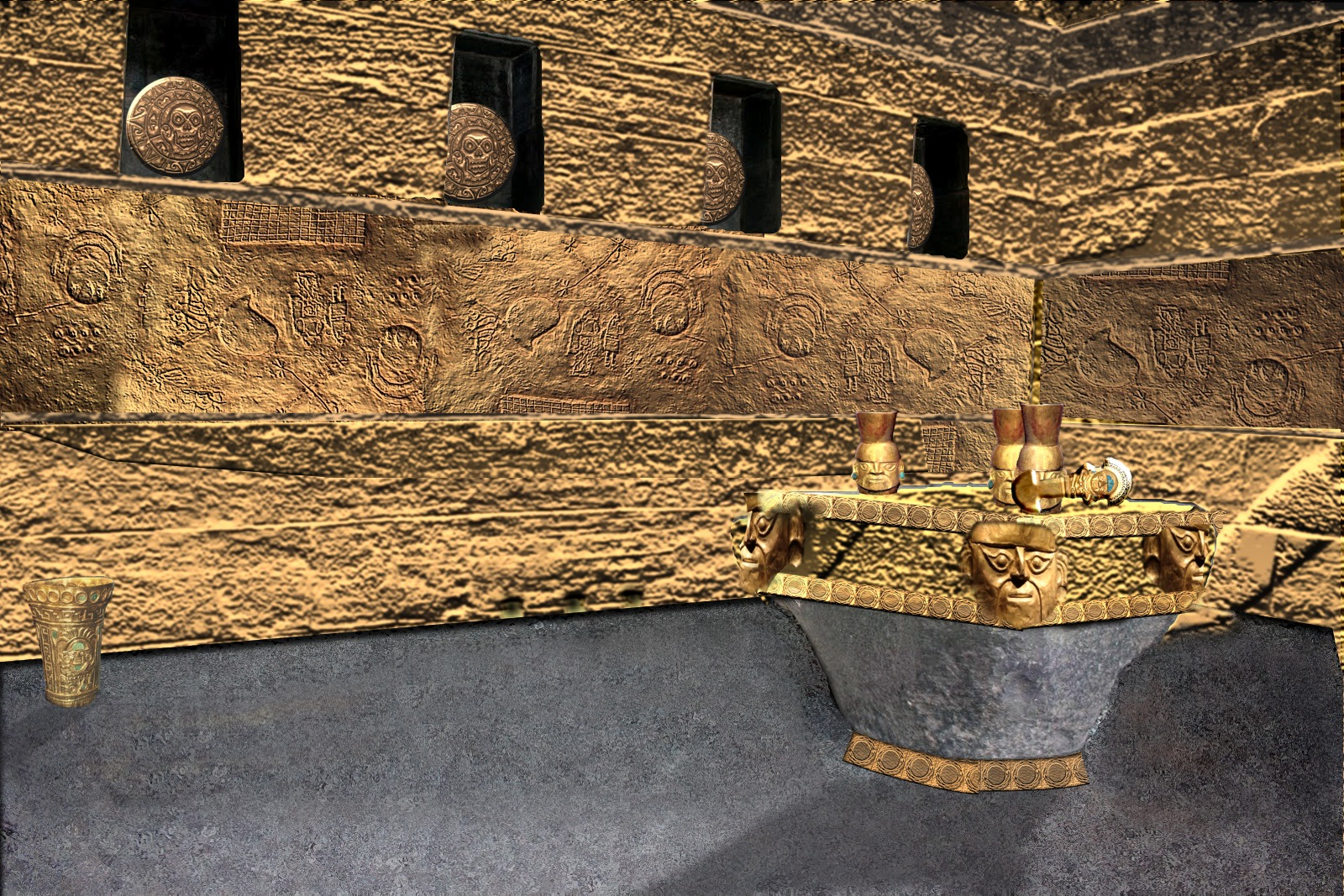
Một sự tái thiết kỹ thuật số của một căn phòng trong ngôi đền khi nó chứa đầy vàng